# Байчурово (село)
Байчу́рово — село в Поворинском районе Воронежской области.
Административный центр Байчуровского сельского поселения.

## История
Начало селу Байчурово было положено в 1895 году, когда строилась железнодорожная линия Харьков—Балашов. Именно тогда здесь возникла железнодорожная станция Байчурово. В 1895—1896 годах при ней были возведены водонапорная башня (ныне полуразрушенное строение) и жилая казарма. По обеим сторонам от станции располагались помещичьи земли. Справа от водокачки по речке Кардаил было поселение помещика Байчурина и его крепостных крестьян. Статус села Байчурово получило в 1910 году. В 1919 году в Байчурово находилось 69 домов и проживало 483 человека.

## Население
| 1959 | 2010  |
| ---- | ----- |
| 2357 | ↘1577 |

## Уличная сеть
| - ул. 50 лет Октября, - ул. 60 лет Октября, - ул. Базарная, - ул. Берёзка, - ул. Горького, - ул. Кирова, | - ул. Колхозная, - ул. Л. Толстого, - ул. Ленинская, - ул. Народная, - пер. Народный, - ул. Октябрьская, | - пер. Октябрьский, - ул. Свобода, - ул. Советская, - пер. Советский, - ул. Энергетиков. |